# Conrad Baker
Conrad Baker, född 12 februari 1817 i Franklin County, Pennsylvania, död 28 april 1885 i Evansville, Indiana, var en amerikansk republikansk politiker. Han var Indianas viceguvernör 1865–1867 och guvernör 1867–1873.
Baker studerade juridik i Pennsylvania och flyttade år 1841 till Indiana. År 1856 kandiderade han utan framgång till viceguvernörsämbetet. I slutskedet av amerikanska inbördeskriget kandiderade han på nytt till viceguvernör, vann valet och tillträdde ämbetet 1865. I inbördeskriget hade han tjänstgjort som överste i nordstatsarmén.
Baker efterträdde 1867 Oliver Hazard Perry Morton som guvernör och efterträddes 1873 av Thomas A. Hendricks. Efter sin tid som guvernör återvände Baker till sin advokatpraktik.